# Groothertogdom Oldenburg
Het groothertogdom Oldenburg (Duits: Großherzogtum Oldenburg) was een Duitse staat die bestond van 1814 tot 1918. Het behoorde achtereenvolgens tot de Duitse Bond, de Noord-Duitse Bond en het Duitse Keizerrijk. Het land werd geregeerd door het huis Oldenburg, een jongere zijtak van het huis Holstein-Gottorp. De hoofdstad en het hof waren gevestigd in Oldenburg.

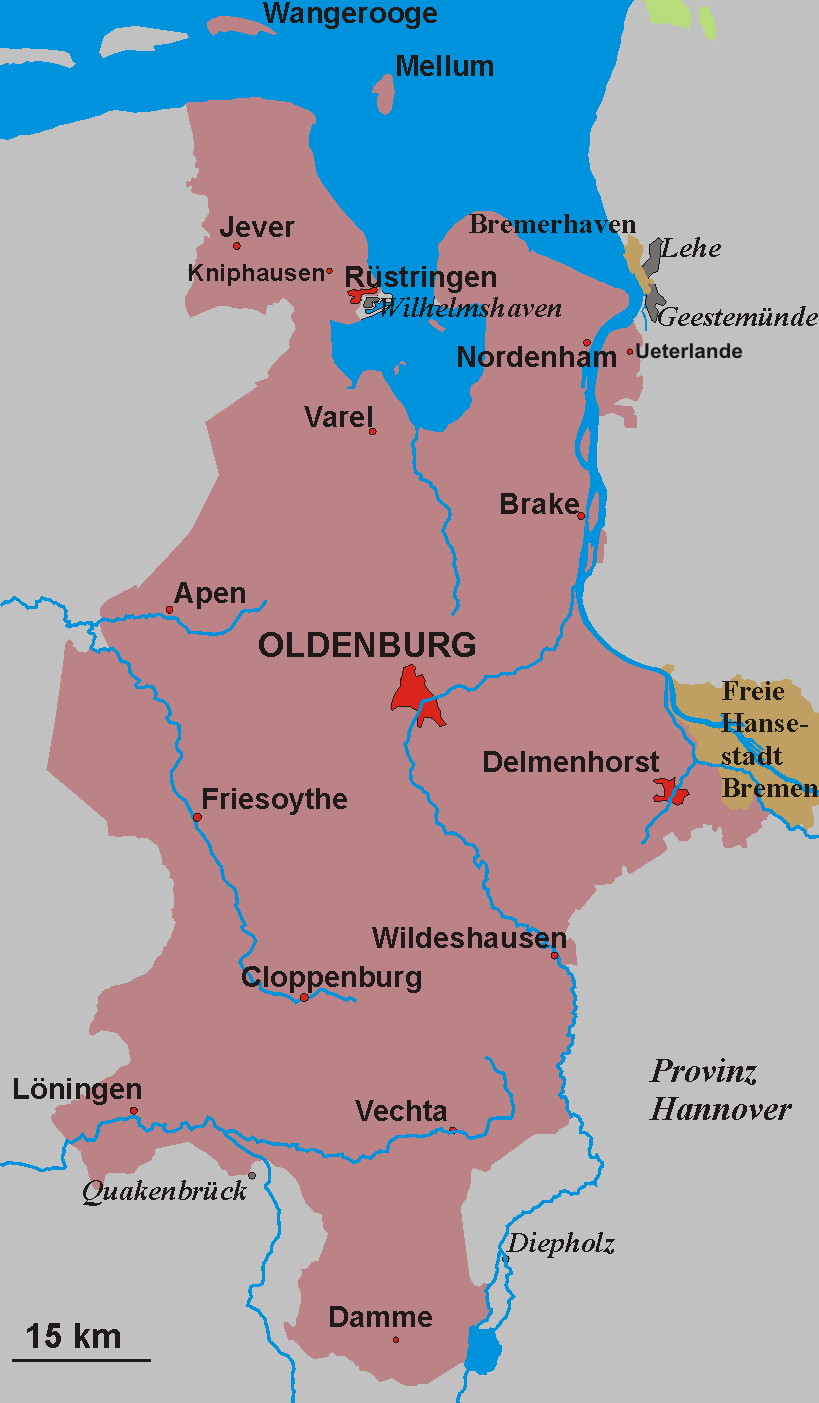
Oldenburg 1866–1937

Het groothertogdom bestond uit drie van elkaar gescheiden landsdelen. De kern van het land was het hertogdom Oldenburg, gelegen aan de Noordzee en de benedenloop van de Wezer. Aan de Oostzee, in het oostelijke deel van Holstein, lag het veel kleinere vorstendom Lübeck met Eutin als hoofdstad.  Het vorstendom Birkenfeld, het kleinste landsdeel, lag ongeveer 500 kilometer ten zuiden van Oldenburg in het Rijnland.
Tijdens de napoleontische oorlogen werd Oldenburg door Frankrijk bezet en geannexeerd. Na de nederlaag van Napoleon keerde de hertog terug naar zijn gebieden. Op het Congres van Wenen in 1815 werd Oldenburg tot groothertogdom verheven en uitgebreid met het vorstendom Birkenfeld. De groothertogen regeerden hun land als verlichte despoten, tot het land als gevolg van de revoluties van 1848 in 1849 een grondwet kreeg. Tijdens de Oostenrijks-Pruisische Oorlog in 1866 koos Oldenburg de zijde van Pruisen en in 1867 trad het land toe tot de Noord-Duitse Bond. Oldenburg werd in 1871 een van de deelstaten van het Duitse Keizerrijk. In de Novemberrevolutie van 1918, aan het einde van de Eerste Wereldoorlog, moest de groothertog aftreden en werd Oldenburg een Vrijstaat.

## Geschiedenis
Op het Congres van Wenen in 1815 wordt het hertogdom hersteld en tot groothertogdom verheven. Verder wordt er in het Rijnland een vorstendom Birkenfeld gevormd, dat in personele unie met Oldenburg wordt geregeerd. Sindsdien bestaat het groothertogdom uit drie delen:
- het hertogdom Oldenburg in het huidige Nedersaksen;
- het vorstendom Lübeck in het huidige Sleeswijk-Holstein;
- het vorstendom Birkenfeld in het huidige Rijnland-Palts.

De Nederlandse adellijke familie Bentinck was tot aan de Franse tijd heer over Varel en de heerlijkheid Kniphausen in Oldenburgs Friesland. Van 1818 tot 1823 wordt de familie het bestuur van Varel ontnomen. De kwestie Varel wordt beëindigd door de overeenkomst van Berlijn op 8 juni 1826. Kniphausen en Varel vallen onder de soevereiniteit van Oldenburg en de Bentincks krijgen dezelfde status als voorheen in het Heilige Roomse Rijk. De groothertog oefent de voormalige keizerlijke rechten uit.
In 1823 staat Rusland de heerlijkheid Jever af, zodat deze herenigd kan worden met Oldenburg. Op 14 februari 1842 vindt er een gebiedsruil plaats met de koning van Denemarken als hertog van Holstein: Ratekau komt aan Holstein en Gleschendorf aan Oldenburg.
Op 1 december 1853 wordt een klein gebied aan het koninkrijk Pruisen afgestaan. Op dit gebied wordt vervolgens Wilhelmshaven aangelegd. De Bentincks verkopen in 1854 hun grondbezit en hun overgebleven feodale rechten in Varel en Kniphausen.
In 1864 sterft de koninklijk Deense tak van het huis Oldenburg uit. Ook de groothertog van Oldenburg kan aanspraak maken op een deel van de erfenis. Hij ziet uiteindelijk af van zijn aanspraken. In een verdrag van 15-10-1866 krijgt hij daarvoor het ambt Ahrensbök, dat wordt afgesplitst van het hertogdom Holstein en gevoegd wordt bij het vorstendom Lübeck.
In 1867 treedt het land toe tot de Noord-Duitse Bond en in 1871 tot het Duitse Keizerrijk. Met het aftreden van de laatste groothertog Frederik August tijdens de Novemberrevolutie op 11 november 1918 kwam er een einde aan het groothertogdom en ontstond de Vrijstaat Oldenburg.

### Groothertogen[4]
- 1829-1853 Paul Frederik August
- 1853-1900 Nicolaas Frederik Peter II
- 1900-1918 Frederik August

Anhalt (1863-1866) ·
Anhalt-Bernburg (1815-1863) ·
Anhalt-Dessau-Köthen (1853-1863) ·
Anhalt-Dessau (1815-1853) ·
Anhalt-Köthen (1815-1853) ·
Baden · Beieren · Bremen · Brunswijk · Frankfort · Hamburg · Hannover · Hessen-Darmstadt · Hessen-Homburg · Hessen-Kassel · Hohenzollern-Hechingen · Hohenzollern-Sigmaringen · Holstein · Lauenburg · Liechtenstein · Limburg · Lippe · Lübeck · Luxemburg · Mecklenburg-Schwerin · Mecklenburg-Strelitz · Nassau · Oldenburg · Oostenrijk · Pruisen · Reuss jongere linie · Reuss oudere linie · Saksen · Saksen-Altenburg · Saksen-Coburg en Gotha · Saksen-Meiningen ·  Saksen-Weimar-Eisenach · Schaumburg-Lippe · Schwarzburg-Rudolstadt · Schwarzburg-Sondershausen · Waldeck-Pyrmont · Württemberg
Anhalt · Baden · Beieren · Bremen · Brunswijk · Elzas-Lotharingen · Hamburg · Hessen · Lauenburg · Lippe · Lübeck · Mecklenburg-Schwerin · Mecklenburg-Strelitz · Oldenburg · Pruisen · Reuss jongere linie · Reuss oudere linie · Saksen · Saksen-Altenburg · Saksen-Coburg en Gotha · Saksen-Meiningen · Saksen-Weimar-Eisenach · Schaumburg-Lippe · Schwarzburg-Rudolstadt · Schwarzburg-Sondershausen · Waldeck · Württemberg
- Gemeinsame Normdatei: 4043465-5
- Library of Congress Control Number: no2004088210
- Nationale Bibliotheek van Israël: 987007473875305171
- Virtual International Authority File: 148100585